# SCARLET DIVA
SCARLET DIVA（スカーレット・ディーバ）は、日本の2人組ロックユニット。

## 概要
2011年、女優でシンガーソングライターの千葉美裸、ギター、ベース、ドラム、シンセサイザーを操るマルチプレイヤーのケイシによって結成。メ〜テレライブ BOMBER-EでTV、初LIVEを行う。結成後間もなく楽曲は少ないながら「アンダーワンダー」が映画プロデューサーの耳に留まり、映画「怪談新耳袋殴り込み！劇場版」の主題歌に決定。以降、表立った活動もなくオフィシャルサイトなどが閉鎖。2022年12月 千葉美裸が死去。

## メンバー
- 千葉美裸 - ボーカル・ギター
- ケイシ - ギター・ベース・ドラム・シンセサイザー